# 1994年12月逝世人物列表
1994年逝世人物列表：1月 - 2月 - 3月 - 4月 - 5月 - 6月 - 7月 - 8月 - 9月 - 10月 - 11月 - 12月
1994年12月逝世人物列表，是用於匯總1994年12月期間逝世人物的列表。

## 依日期排序

### 1日
- 薩米亞·賈邁勒，70歲，埃及肚皮舞演員和女演員。[1]
- 雷格·加文，82歲，澳大利亞足球運動員。
- 威廉·S·漢納，71歲，美國政治家。
- 海倫·麥克洛伊，90歲，美國作家。[2]
- 卡爾文·摩爾斯，75歲，美國計算機科學家。[3]

### 2日
- B·W·安傑耶夫斯基，72歲，波蘭作家和語言學家。
- 朱利安·大衛斯·康奈爾，84歲，美國律師，為和平主義者艾兹拉·庞德辯護。[4]
- 米格爾·M·德爾加多，88歲，墨西哥電影導演和編劇[5]
- 奧爾罕·沙伊克·戈基耶，92歲，土耳其作家。[6]
- 艾伦·斯普莱特，54歲，美國聲音設計師和聲音編輯
- 雷格·斯普里格，75歲，澳大利亞地質學家和環保主義者。

### 3日
- 格奧爾基·坎圖里亞，35歲，喬治亞政治家和國家民主黨領導人，凶殺案。
- 約翰·E·亨德森，77歲，美國共和黨政治家。
- 厄爾·詹森，75歲，美國棒球運動員和球探，二戰老兵。[7]
- 米哈伊爾·洛扎諾夫，83歲，保加利亞足球運動員。[8]

### 4日
- 里夫斯·貝辛格，92歲，美國橄欖球運動員和教練。
- 傑弗里·愛爾頓，73歲，德英政治和憲法歷史學家[9]
- 荻村伊智朗，62歲，日本乒乓球運動員和教練，肺癌。
- 胡利奧·拉蒙·里貝羅，65歲，秘魯作家。[10]
- 格特魯德·席勒，89歲，德國作家。
- 伊什特萬·蒂瑪律，54歲，匈牙利皮划艇運動員。[11]

### 5日
- 伍迪·亞伯納西（Woody Abernathy），79歲，美國棒球運動員。[12]
- 阿西姆·奧罕·巴魯特，68歲，土耳其裔美國理論物理學家。[13]
- 哈里·霍納，84歲，美國藝術總監[14]
- 君特·邁斯納，68歲，德國演員[15]
- 賽義德·穆罕默德，81歲，阿爾及利亞政治家。
- 魯迪·皮洛斯，80歲，加拿大冰球運動員和教練。
- 迪克·里芬伯格，68歲，美國橄欖球運動員和體育廣播員。[16]
- E·W·斯瓦克馬，67歲，美國電視和電影導演。[17]

### 6日
- 海因茨·巴斯，72歲，德國足球運動員和經理。[18]
- 梅爾·德·帕奧爾，69歲，愛爾蘭歷史學家和考古學家。
- 奧塔爾·戈爾代利，66歲，喬治亞音樂家。[19]
- 理查·馬科維茨，68歲，美國電影和電視作曲家[20]
- 阿倫·歐文，69歲，英國編劇。[21]
- 吉安·瑪莉亞·沃龍蒂，61歲，義大利演員[22]

### 7日
- 林鶴年
- 艾爾佳·安德森，59歲，德國女演員和歌手，癌症。
- 皮埃爾·克洛雷克，85歲，法國公路自行車賽車手。[23]
- 弗朗茨·盧卡斯，83歲，二戰期間德國黨衛軍軍官和奧斯威辛集中營醫生。
- 愛德華·麥迪根，58歲，美國政治家[24]
- J·C·特蘭姆雷，55歲，加拿大冰球運動員，腎癌。

### 8日
- 安東尼奧·卡洛斯·裘賓，67歲，巴西音樂家[25]
- 塞姆尼·卡魯祖，96歲，希臘考古學家和藝術史學家。
- 恩里克·利斯特，87歲，西班牙共產主義政治家和軍官。[26]
- 克勞福德·納爾德，84歲，澳大利亞政治家。

### 9日
- 安塔爾·阿普羅，81歲，匈牙利政治家。
- 約翰·喬·巴里，69歲，愛爾蘭中長跑運動員和奧運選手。[27]
- 馬克斯·比爾，85歲，瑞士建築師、畫家和雕塑家[28]
- o·c·費雪，91歲，美國政治家。[29]
- 派特·哈格蒂，67歲，美國國家橄欖球聯盟的美式橄欖球官員，癌症。
- 加內特·希克，28歲，牙買加雷鬼音樂家
- 亚历克斯·威尔逊，87歲，加拿大短跑運動員。[30]

### 10日
- 亨利·伯納德，82歲，法國建築師和城市規劃師。[31]
- 弗里德爾·祖巴斯，79歲，德裔美國抽象畫家。[32]
- 基思·約瑟夫，76歲，英國大律師和政治家。[33]
- 伊日·馬雷克，80歲，捷克公關人員、編劇和作家。

### 11日
- 馬格努斯·安徒生，78歲，挪威政治家。
- 迪奧尼斯奧·阿斯維多，72歲，巴西演員和導演[34]
- 愛德華·克雷格，98歲，美國海軍陸戰隊軍官。[35]
- 薇拉·庫茲涅佐娃，87歲，蘇聯/俄羅斯女演員。
- 斯坦尼斯瓦夫·馬切克，102歲，第一次世界大戰和第二次世界大戰的波蘭軍官。[36]
- 卡爾·瑪律扎尼，82歲，美國間諜。[37]
- 喬治·菲力浦斯，73歲，美國橄欖球運動員。[38]
- 菲力浦·菲力浦斯，94歲，美國考古學家。[39]
- 尤利·雷茲曼，90歲，蘇聯/俄羅斯電影導演，編劇。[40]
- 肯尼思·拉什，84歲，美國外交官和大使。[41]
- 阿韦特·捷尔捷良，65歲，蘇聯/亞美尼亞作曲家。
- 姚依林，原中共中央政治局常委、中華人民共和國國務院原副總理。[42]

### 12日
- 約翰·埃德加·科爾威爾·赫恩，68歲，牙買加作家。[43]
- 賈布拉·易卜拉欣·賈布拉，75歲，巴勒斯坦翻譯。[44]
- 尼古拉斯·柯伊伯，74歲，荷蘭數學家。[45]
- 安妮麗絲·琳柏格，75歲，丹麥電影導演。
- 斯图尔特·罗萨，61歲，美國宇航員[46]
- 伊夫林·舒克伯格，85歲，英國外交官。[47]
- 唐娜·J·史東，61歲，美國詩人和慈善家。
- 弗雷德里克·特諾夫斯基，77歲，紐西蘭商人和藝術宣導者。

### 13日
- 葛蘭·M·安德森，81歲，美國政治家。[48]
- 諾曼·比頓，60歲，英國演員，心臟病發作。
- 菲力浦·S·福納，83歲，美國歷史學家。[49]
- 菲力浦·豪瑟，85歲，美國學者。[50]
- 安托万·比内，102歲，法國政治家和法國總理。[51]
- 查理·理查，53歲，美式橄欖球教練。
- 奧爾加·魯布佐娃，85歲，蘇聯/俄羅斯棋手。[52]

### 14日
- 奧瓦爾·福布斯，84歲，美國政治家和阿肯色州州長[53]
- 埃德蒙·哈德勒斯頓，85歲，英國皇家空軍元帥。
- 瑪莉·安·麥克科爾，75歲，美國流行和爵士歌手。[54]
- 羅伯特·默西，77歲，美國音樂家、編曲家和唱片製作人。[55]
- 凱瑟琳·菲林·舒絲，98歲，美國研究員和慈善家。[56]
- 佛朗哥·文圖里，80歲，義大利歷史學家、散文家和記者。[57]

### 15日
- 奧斯卡·比德根，89歲，阿根廷政治家。
- 鮑里斯·奇奇巴賓，71歲，蘇聯/俄羅斯作家。[58]
- 亞瑟·德拉馬雷，80歲，英國外交官和新加坡高級專員。
- 皮耶羅·加爾多尼，60歲，義大利職業足球運動員。
- 莫莉·菲力浦斯，87歲，英國滑冰運動員。[59]
- 黑茲爾·布蘭農·史密斯，80歲，美國記者，出版商和普利策獎獲得者。[60]
- 哈里·托比亞斯，99歲，美國作詞家。[61]

### 16日
- 派翠克·科博爾德，60歲，英國足球主管。
- 大衛·鄧拉普，84歲，美國賽艇運動員。[62]
- 瑪麗·杜拉克，81歲，澳大利亞小說家和歷史學家。[63]
- 萊斯·甘達，75歲，紐西蘭政治家。

### 17日
- 皮埃爾·巴魯齊，97歲，法國拳擊冠軍和經理。[64]
- 迪翁·德雷爾，20歲，南非休閒水肺潛水夫，溺水身亡。
- 漢巴祖姆·加爾斯蒂安，39歲，亞美尼亞政治家和歷史學家，兇殺案。
- 艾拉·哈沃，90歲，挪威女演員。
- 斯蒂法諾·塞托雷利，82歲，義大利士兵，滑雪運動員和奧運選手。[65]
- 奧拉維·塔莉亞，69歲，芬蘭短跑運動員、中長跑運動員和奧運選手。[66]
- 阿姜·塔特，92歲，泰國冥想大師和佛教僧侶。

### 18日
- 羅傑·阿培裡，78歲，希臘-法國數學家[67]
- 亨利·班克斯，81歲，美國賽車手。
- 菲爾·本特森，81歲，美國橄欖球運動員和教練。
- 海恩斯·本尼德，70歲，英國演員、導演和劇院經理。
- 唐·費德森，81歲，美國電視主管。
- 漢普斯特德的彼特男爵大衛·彼特，81歲，英國政治家。
- 彼得·哈布勒斯韋特，64歲，英國牧師、記者和傳記作家。[68]
- F·布拉德福德·莫爾斯，73歲，美國政治家。[69]
- 莉莉娅·斯卡拉，98歲，奧地利裔美國女演員[70]
- 蘇里亞坎塔姆，70歲，印度女演員。

### 19日
- 薇拉·卓別利娜，86歲，蘇聯/俄羅斯兒童作家和博物學家。[71]
- 比爾·道格拉斯，71歲，美國爵士鼓手。[72]
- 瓦迪姆·科津，91歲，俄羅斯男高音和詞曲作者。
- 諾埃爾·指標，39歲，美國音樂家[73]
- K·A·P·維斯瓦納塔姆，95歲，印度政治家。

### 20日
- 伊娃·亞歷山大，83歲，瑞典翻譯家和作家。
- 丹尼爾·I·阿農，84歲，波蘭裔美國植物生理學家[74]
- 史蒂芬·考夫蘭，83歲，愛爾蘭政治家。
- 亞歷山大·費爾謝吉，61歲，捷克斯洛伐克足球運動員和教練。[75]
- 瓦列里·克里沃夫，43歲，蘇聯/烏克蘭排球運動員。
- 西里尔·庞南佩鲁马，71歲，斯裡蘭卡科學家。[76]
- 第二代拉斯卡萬男爵菲利姆·奧尼爾，85歲，英國政治家。
- 迪安·腊斯克，85歲，美國政治家和國務卿[77]
- 鮑勃·威爾曼，69歲，美國棒球運動員、經理和球探。[78]

### 21日
- 约特·阿尔姆奎斯特，73歲，瑞典冰球運動員。[79]
- 布奇·哈特曼，54歲，美國賽車手，心臟病發作。
- 梅布爾·波爾頓，93歲，英國女演員。[80]
- 奧黛麗·塞爾-巴克，91歲，英國飛行員和高山滑雪運動員。
- 千田是也，90歲，日本舞台導演、翻譯家、演員。

### 22日
- 傑拉德·露易賽，73歲，加拿大政治家。
- 乙羽信子，70歲，日本女演員[81]
- 阿特·帕卡寧，82歲，芬蘭政治家。
- 約翰·亞瑟·陶德，86歲，英國數學家。[82]

### 23日
- 托尼·杜爾尼，41歲，澳大利亞政治家，愛滋病相關併發症。
- 馬克·傅，36歲，新加坡裔美國衝浪運動員，衝浪事故。
- 強尼·敏斯，82歲，美國搖擺爵士單簧管演奏家。[83]
- 塞巴斯蒂安·肖，89歲，英國演員和作家。[84]
- 查爾斯·韋斯利·希林，93歲，美國醫生和海軍軍官。
- 大宮悌二，66歲，日本聲優，結直腸癌。

### 24日
- 張才千
- 約翰·博斯韋爾，47歲，美國歷史學家和教授[85]
- 羅薩諾·布拉齊，78歲，義大利演員。[86]
- 莫里斯·赫哈卜，89歲，黎巴嫩考古學家和博物館館長。
- 約翰·T·杜根，74歲，美國編劇。
- 裘莉·海登，84歲，美國女演員[87]
- 伊莉莎白·諾伊曼-維爾特爾，94歲，奧地利女演員。[88]
- 約翰·奧斯本，65歲，英國劇作家和演員[89]
- 亞歷山大·烏瓦羅夫，72歲，俄羅斯冰球運動員。[90]
- 愛德華多·奧雷戈·比利亞科塔，61歲，秘魯政治家和建築師，癌症。

### 25日
- Buddy Ace，58歲，美國歌手，心臟病發作。[91]
- 吳拉姆·艾哈邁德·奇奇蒂，89歲，巴基斯坦電影配樂作曲家，心臟病發作。
- 皮埃爾·德雷福斯，87歲，法國商人和公務員。
- 西里爾·加納姆，93歲，英國寄生蟲學家。[92]
- 馬斯庫爾，89歲，印尼政治家。
- 吉亚尼·宰尔·辛格，78歲，印度政治家，印度前總統[93]
- 切斯瓦夫·斯皮查拉，77歲，波蘭網球運動員。

### 26日
- 曾廣泰
- 羅伯特·埃姆哈特，80歲，美國演員
- 埃斯坎的坎貝爾男爵喬克·坎貝爾，82歲，英國商人和同行。[94]
- 施露華・珂仙娜，61歲，南斯拉夫/克羅埃西亞女演員[95]
- 科圖庫·納納潘，59歲，馬拉雅拉姆語電影演員。
- 丹尼斯·奧薩德貝，83歲，奈及利亞政治家、詩人和記者。[96]
- 彼得羅·帕萬，91歲，義大利天主教紅衣主教。[97]
- 艾莉·雷諾茲，77歲，美國棒球運動員。[98]
- 熱爾梅娜·魯埃，97歲，法國女演員。[99]
- 卡尔·席勒，83歲，德國科學家和政治家。[100]
- 帕文·沙基爾，42歲，巴基斯坦作家和詩人，交通事故。
- 塞塔拉曼·桑達拉姆，93歲，印度律師和瑜伽運動先驅。

### 27日
- 溫森·芬妮·巴克，87歲，南非植物學家和植物收藏家。
- 范妮·克拉多克，85歲，英國餐廳評論家、電視廚師和作家。[101]
- 瑪喬麗·喬伊娜，98歲，美國女商人，慈善家和活動家。[102]
- 彼得·梅，64歲，英國板球運動員和管理員，腦癌。
- 史蒂夫·普利塔斯，81歲，英國演員。
- 哈基·托斯卡，74歲，阿爾巴尼亞政治家。

### 28日
- 娥蘇拉·阿波羅尼，65歲，前任加拿大眾議員
- 格奧爾吉·拜杜科夫，87歲，蘇聯/俄羅斯飛機試飛員和作家。
- 維克多·菲茲喬治-巴爾福，81歲，英國陸軍軍官。
- 約瑟夫·霍蘭德，84歲，美國舞台演員。[103]
- 馬哈塔亞，38歲，斯里蘭卡泰米爾伊拉姆猛虎解放組織成員，被處決。
- 阿恩約特·諾裡奇，71歲，挪威政治家。[104]

### 29日
- 伍德羅·阿博特（Woodrow A. Abbott），75歲，美國軍官。[105]
- 羅伯特·巴伯，95歲，澳大利亞板球運動員。[106]
- 伯納德·庫西諾，92歲，美國發明家。
- 曼努埃爾·莫拉，85歲，哥斯大黎加政治家。
- 弗蘭克·特林，68歲，澳大利亞演員[107]

### 30日
- 傑夫·布拉德福德，67歲，英格蘭足球運動員。[108]
- 德米特裡·伊萬年科，90歲，蘇聯/俄羅斯物理學家。
- 安德烈·庫茲涅佐夫，28歲，蘇聯/俄羅斯排球運動員，交通事故。
- 哈普·莫蘭，93歲，美國橄欖球運動員。[109]
- 安东·罗姆，85歲，德國賽艇運動員。
- 莫林·斯塔基·泰格特，48歲，英國美髮師，披頭四樂隊林格·斯塔的妻子，白血病。
- 徐以新，83歲，中國政治家。

### 31日
- 李·包沃利，33歲，澳大利亞行為藝術家，俱樂部贊助者和時裝設計師[110]
- 雅克·迪蒙，49歲，法國擊劍運動員和奧運冠軍。[111]
- 萊奧·富克斯，83歲，波蘭裔美國演員和對聯演員。[112]
- 埃爾瑪·卡洛娃，62歲，南斯拉夫/克羅埃西亞女演員，糖尿病。
- 布魯諾·佩濟，39歲，奧地利足球運動員[113]
- 伍迪·斯特羅德，80歲，美國運動員和演員[114]
- 哈里·韋伯，74歲，威爾士詩人，記者和圖書管理員，中風。